# 197 (tal)
197 är det naturliga talet som följer 196 och som följs av 198.

## Inom vetenskapen
- 197 Arete, en asteroid

## Inom matematiken
- 197 är ett udda tal.
- 197 är ett primtal.
- 197 är ett Keithtal.
- 197 är ett centrerat heptagontal.
- 197 är summan av de tolv första primtalen.
- 197 är ett Ulamtal.